# Yvrac
 Yvrac  là một xã thuộc tỉnh Gironde trong vùng Aquitaine tây nam nước Pháp. Xã này nằm ở khu vực có độ cao từ 24-89 mét trên mực nước biển.